# PAK FA
A Szu-57 (vagy PAK–FA, az orosz Перспективный авиационный комплекс фронтовой авиации, azaz a Front Légierő Perspektivikus Repülő-komplexuma, a tervezőirodában használt saját elnevezése T–50) szuperszonikus, ötödik generációs vadászbombázó repülőgép, melyet a Szuhoj-tervezőiroda fejlesztett, a jelenlegi MiG–29 és Szu–27 repülőgépek leváltására, a MiG 1.44 és a Szuhoj Szu–47 Berkut kísérleti repülőgépekkel szerzett tapasztalatok alapján, az F–22 Raptor és az F–35 Lightning II amerikai repülőgépek ellensúlyozására. A repülőgép fejlesztésében India is részt vett, itt a program neve FGFA (Fifth Generation Fighter Aircraft, angolul Ötödik Generációs Vadászrepülőgép). A gép rendszeresítését eredetileg 2015-től tervezte az Orosz Légierő, de a hajtóművek áttervezése miatt csak 2021 elejére állhatott szolgálatba a típus.A sorozatgyártás megkezdődött, és már tervezik a 2.0 verziót is.

## Szerkezeti kialakítás
A lopakodó kialakítású repülőgép felszállótömege a két leváltani tervezett típusé, a MiG–29-é és a Szu–27-é között van. Két hajtóműves, vállszárnyas, hagyományos aerodinamikai elrendezésű repülőgép, melynek kompozitból készült, teljesen elforgatható, osztott függőleges vezérsíkjait kifelé döntötték. Viszonylag kis felületű, teljesen elforgatható vízszintes vezérsíkja szolgál magassági kormányként, emellett az előrefelé megnyújtott szárnytő (LERX) is elforgatható kacsaszárnyként működik. Ez a négy vízszintes vezérsíkos megoldás már korábban megjelent a Szuhoj vadászgépein, például a Szu–30-ason. Trapéz formájú szárnya az F–22-eséhez hasonló formájú, a törővég felé majdnem teljesen lecsökkenő húrhosszal, de belépőéle annál erősebben nyilazott, valószínűleg a nagyobb sebességre történő optimalizálás miatt. A belépőélen orrsegédszárnyat, a kilépőél belső felén fékszárnyat, a külsőn csűrőket helyeztek el. Futóműve hárompontos, tricikli elrendezésű, a főfutók és a kétkerekes orrfutó is a törzsbe, előrefelé húzódnak be. A pilótakabin teteje hátra felfelé csúsztatva nyílik. A prototípust, sok más orosz repülőgéphez hasonlóan, fékernyővel látták el, ez a törzs hátsó részének tetejéből engedhető ki.
A repülőgép radarkeresztmetszetének csökkentése elsősorban a mellső oldalon szembetűnő, a LERX, a szárny és a vízszintes vezérsík nyilazási szöge megegyezik. Hátulról a gép könnyebben észlelhető, a hajtóművek elrejtése kevésbé volt fontos szempont.
Hajtóműve a Szu–35BM-be beépített AL–41F1 utánégetős gázturbinás sugárhajtómű, melyet a jobb manőverezőképesség elérése érdekében tolóerővektor-eltérítéses fúvócsövekkel szerelnek fel. A fúvócső mozgatása háromdimenziós, azaz a repülőgép mindhárom tengely körüli kormányzásába besegít (a két hajtómű nagy távolsága miatt az orsózó irányú manővert is tudja segíteni). A repülőgép várhatóan alkalmas lesz a szupercirkálásra, azaz képes lesz a hangsebesség átlépésére vízszintes repülés közben is, az utánégetők használata nélkül is.

## Fegyverzet

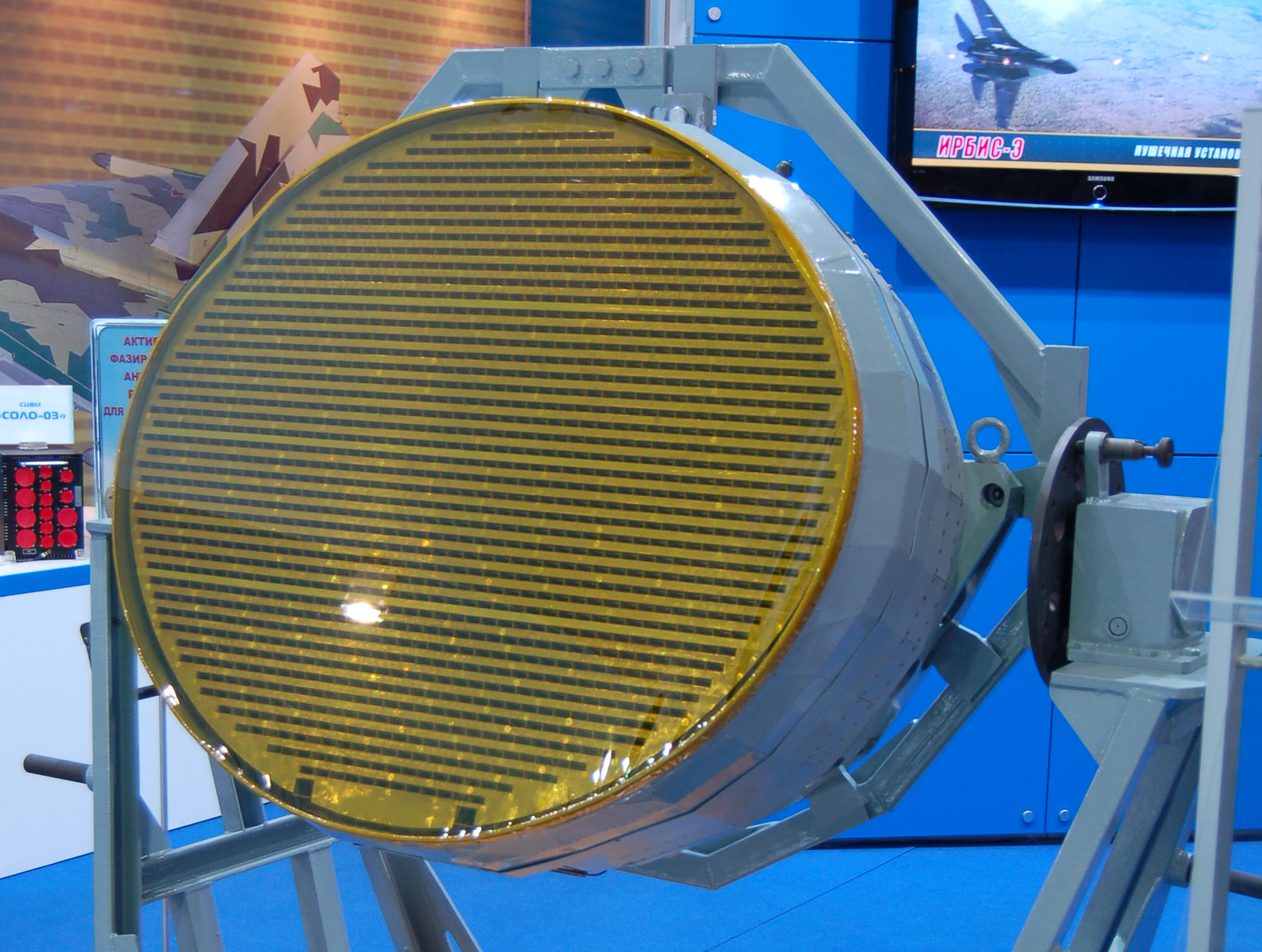
A PAK FA AESA-rendszerű rádiólokátorának fázisvezérelt antennarácsa

Orrába AESA-rendszerű fázisvezérelt antennaráccsal ellátott rádiólokátort építenek, a szélvédő előtt infravörös érzékelő van. A MAKSZ–2009 kiállításon bemutattak olyan AESA-rendszerű lokátort is, melyet a repülőgép orrsegédszárnyába terveznek beépíteni.
A gép belső fegyvertereiben is jelentős mennyiségű fegyverzetet hordozhat. A két fő beépített fegyvertér az egymástól viszonylag távol elhelyezett hajtóművek között, egymás mögött van. Mindkettőben két-két nagy méretű rakéta (légi harcra az R–33, hajók ellen a H–58) fér el. A hajtóművek külső oldalán két kisebb fegyvertér van, ebben két-két kis légiharc-rakéta (az R–73 továbbfejlesztésével létrehozott, becsukható aerodinamikai felületekkel rendelkező RVV–MD vagy az R–77, melyet az 1990-es években már eleve behajtható vezérsíkokkal, a repülőgép belsejében történő hordozásra fejlesztettek ki vagy a továbbfejlesztésével létrehozott RVV–SD) fér el.

## Változatok

### Su-57
A program neve és az sorozatgyártási verzióé is. Prototípusok megjelölése kezdetben T-50 es jelzéssel kerültek ki tesztelésre. 2011-től kezdve 10 db tesztverzió került legyártásra majd 2019-től szériagyártások kezdődtek. Az orosz légierő 2024-re 24 db egységet és 2028-ra összesen 76 db-ot terveznek rendszeresíteni. 3 ezredre megfelelő mennyiséget terveztek legyártani azonban nem tisztázott, hogy a tesztverziók is hadrendbe lesznek állítva. Ez a verzió már képes tartósan 20000 méter felett tartózkodni és akár 6 órát a levegőben tölteni.A radar keresztmetszete hasonló az F-22 raptoréhoz amely 0,4 négyzetméter (egy 4. generációs gépé 12 m2.) A villámlást elhárító festése 30% csökkenti a napsugárzás okozta felszíni felmelegedést és csökkenti az elektromágneses hullámok visszaverődését a sárkányról. 

### Su-57E
Export változat.Hivatalosan 2019 márciusában a MAKS Nemzetközi Repülési Űrszalonban mutatták be. Potenciális érdeklődök között szerepel Törökország.Kína, Vietnám és Algéria, utóbbinak 14 egységre kötöttek szerződést. 

### Su-57M
Megalapolis programnév alatt a Su-57 továbbfejlesztett változata. Második generációs izdeliye 30  hajtóművek kerülnek beépítésre amely elérheti a Mach 2.45  sebességet is. Továbbá csak együléses verziót terveztek. A TASS mindezeket nem erősítette meg  de a repülési teszteket a tervek szerint 2022-ben kezdik meg, a sorozatgyártás pedig a 2025-ra tehető.

## A program története
2008 végén a gép három példánya állt építés alatt, az Amur-menti Komszomolszkban lévő KNAAPO-repülőgépgyárban. Első felszállását Szergej Bogdan berepülőpilótával a fedélzetén 2010. január 29-én reggel hajtotta végre.